# Église Notre-Dame du Menoux
Pour les articles homonymes, voir Église Notre-Dame et Notre-Dame.
L'église Notre-Dame du Menoux est une église catholique française du XIXe siècle, située sur le territoire de la commune du Menoux, dans le département de l'Indre, célèbre pour ses fresques modernes peintes par l'artiste Jorge Carrasco.

## Situation
L'église se trouve dans la commune du Menoux, au sud du département de l'Indre, en région Centre-Val de Loire. Elle est située dans la région naturelle du Boischaut Sud. L'église dépend de l'archidiocèse de Bourges, du doyenné du Val de Creuse et de la paroisse d'Argenton-sur-Creuse.

## Histoire et description
L’église Notre-Dame a été édifiée dans les années 1870 par l’architecte Alfred Dauvergne, dans le style néogothique. De manière classique, elle comporte une nef à deux travées, ouverte sur deux chapelles latérales et sur un chœur à chevet plat. 
Seules les trois verrières du chœur sont ornées de vitraux, réalisés en 1929 par l'artiste Francis Chigot et représentant les épisodes de la vie de la Vierge.
L’ensemble des murs et des voûtes sont couvertes de fresques réalisées entre 1968 et 1976 par le peintre bolivien Jorge Carrasco. Cette large composition colorée de 400 mètres carrés a pour thème la création de l'homme et de l'univers.
En 2006, à la mort de Jorge Carrasco, l'association  « Les Amis de Carrasco »  est créée afin de continuer à faire vivre l’œuvre de l'artiste. Aujourd'hui, la majorité de ses œuvres sont visibles toute l'année au Menoux, dans l'Atelier Carrasco (maison où il a vécu durant près de quarante ans), situé en contrebas de l'église.

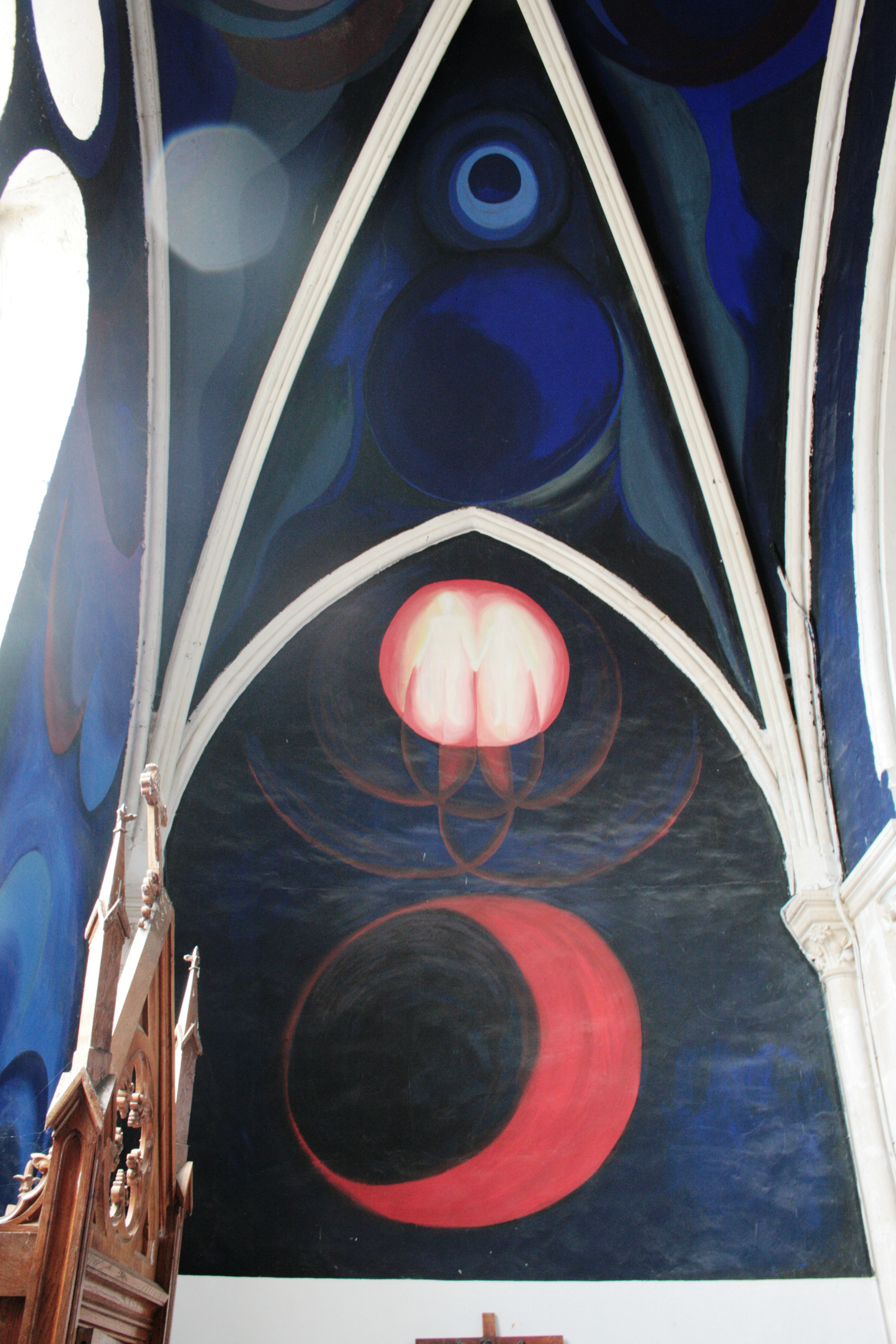
La fresque de Carrasco, en 2012.

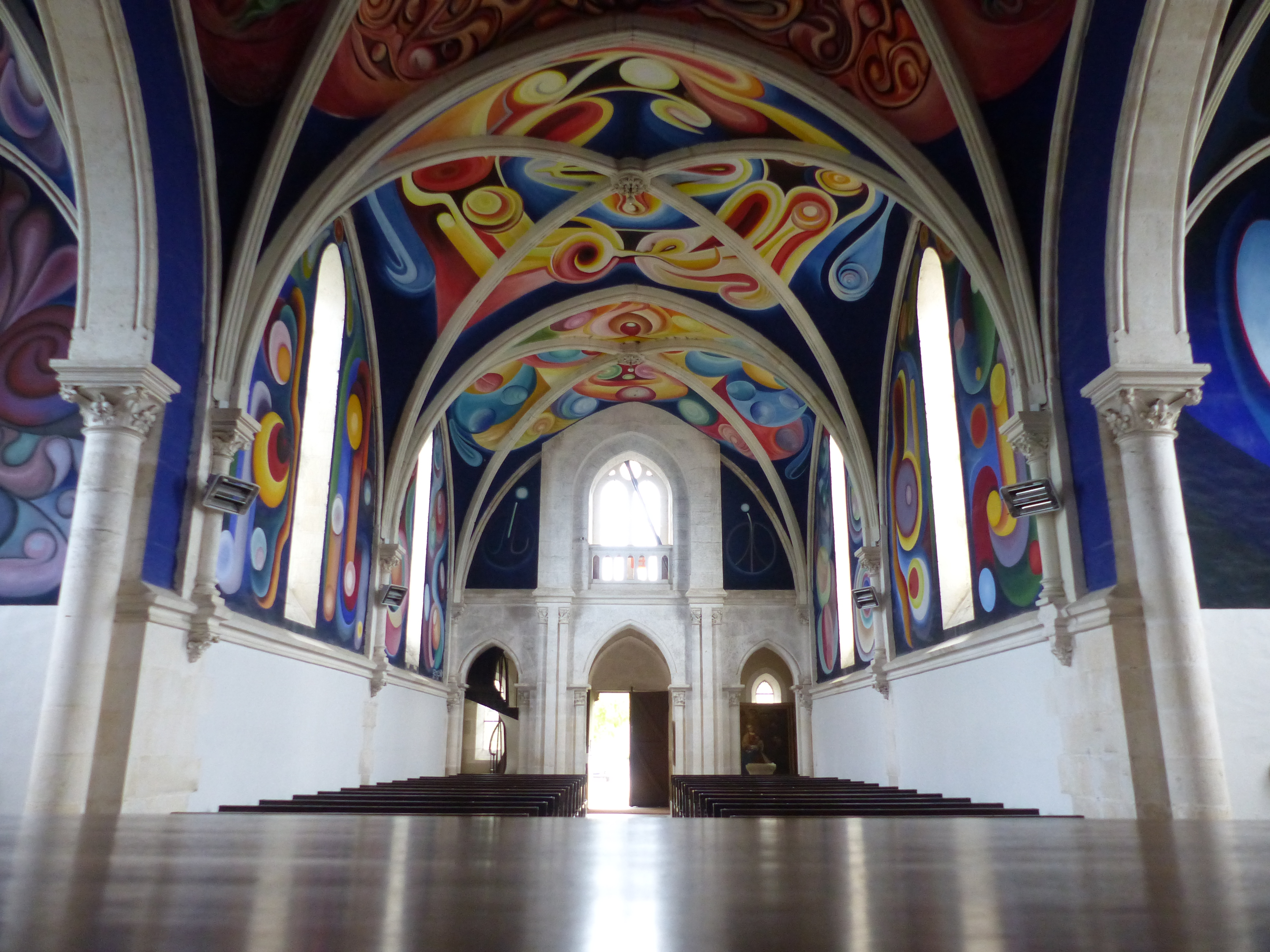
Eglise Notre Dame du Menoux peinte par Jorge Carrasco

## Description

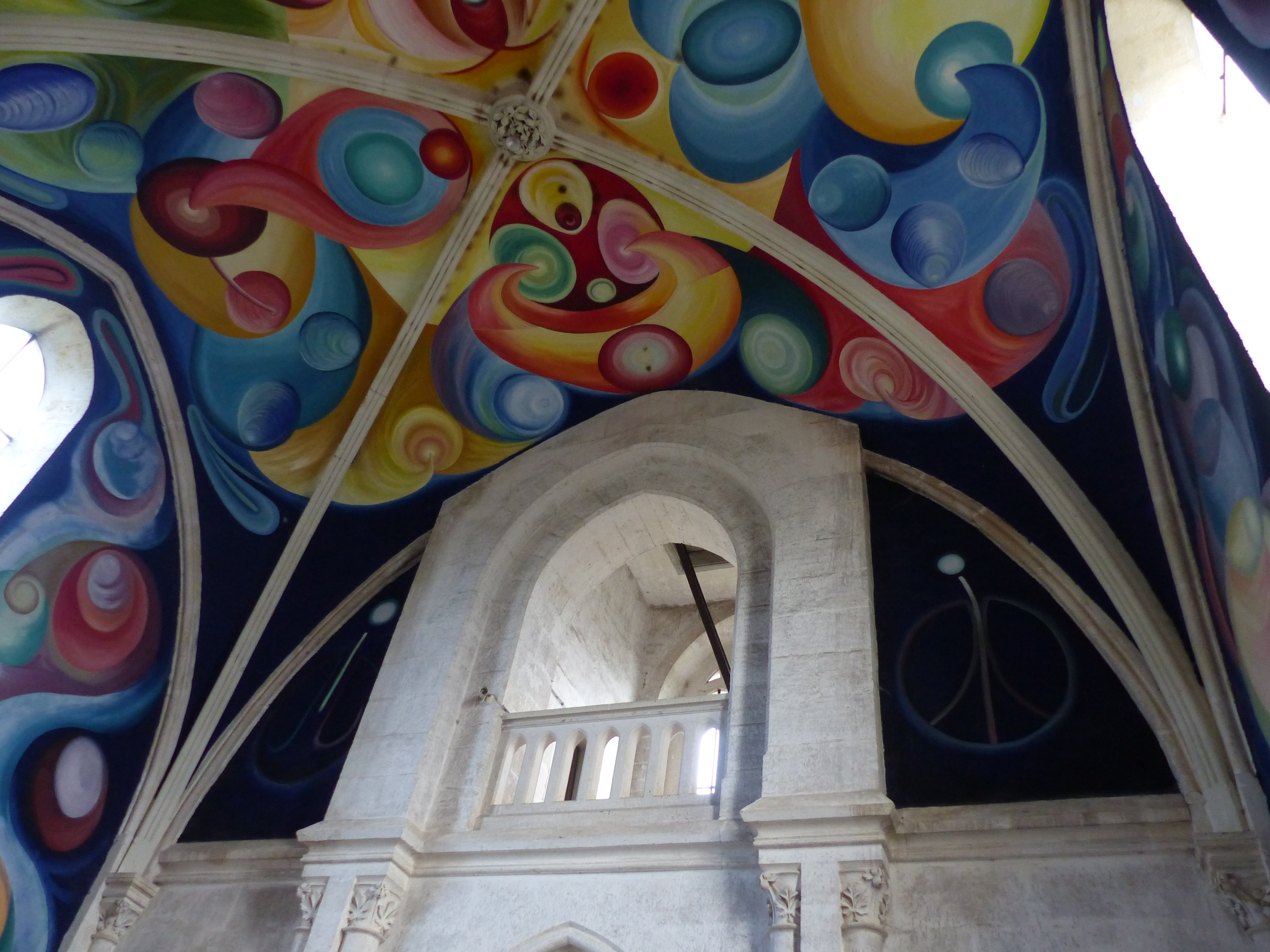
Une partie des fresques de l'église du Menoux
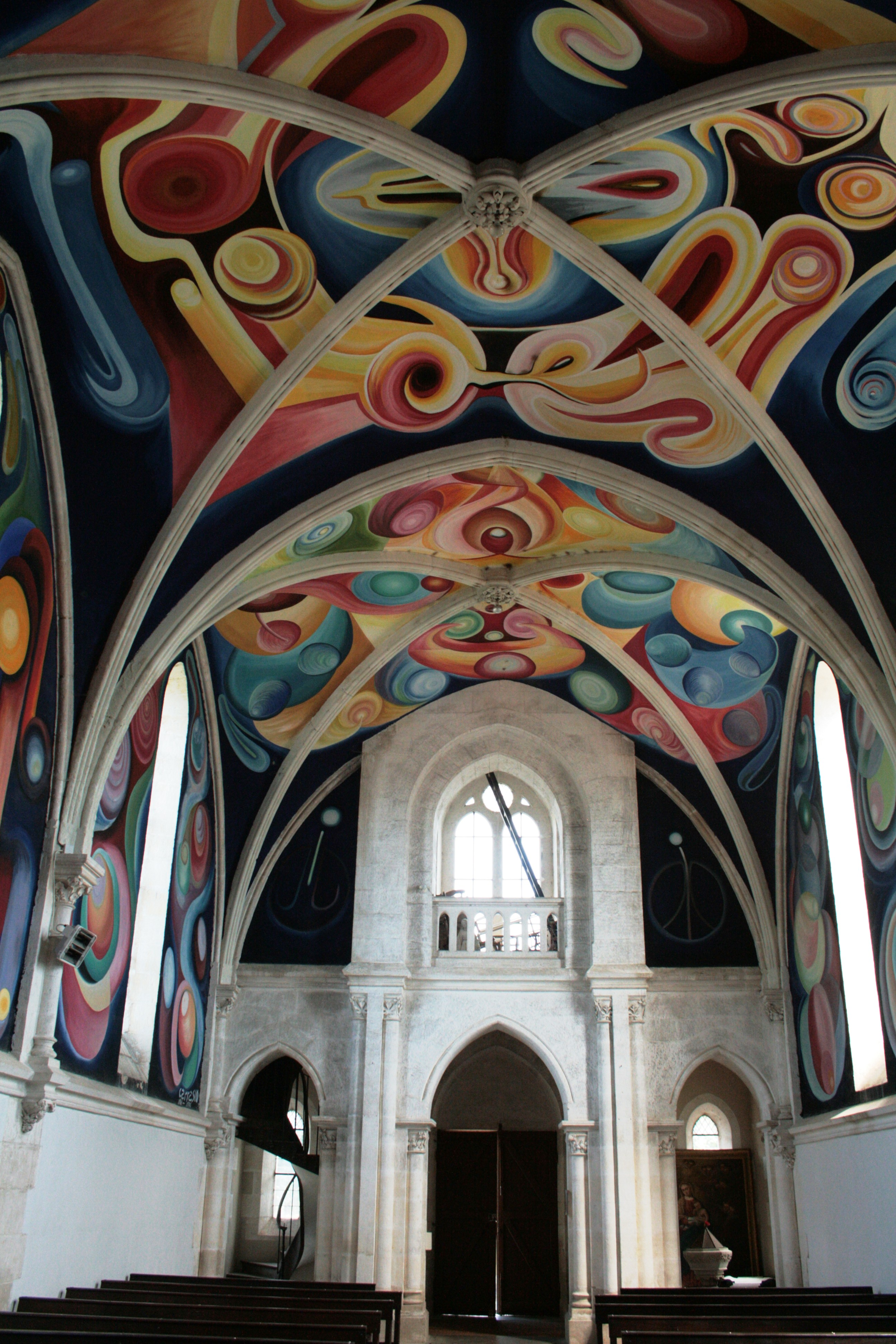
La fresque de Carrasco, en 2012.